# 加藤連合会
加藤連合会（かとうれんごうかい）は、東京都新宿区歌舞伎町に本部を置く暴力団で、指定暴力団住吉会の三次団体。上部団体は、十三代目幸平一家。結成時の名前は「加藤総業」。

## 略歴

### 加藤総業
- 加藤英幸は、加藤総業を結成した。

### 加藤連合
- 加藤英幸は、加藤総業から加藤連合に改称した。
- 2007年、加藤英幸は十三代目幸平一家総長に襲名した。

### 加藤連合会
- 小坂聡は、加藤連合から加藤連合会に改称して、加藤連合会会長に襲名した。

## 歴代
加藤連合
- 初代 - 加藤英幸

## 当代
- 会長 - 小坂聡（住吉会会長代行・新宿落合貸元・十三代目幸平一家総長代行)

## 構成
- 会長 - 小坂聡
- 副会長 - 小野憲一
- 幹事長 - 酒井賢二
- 本部長 - 土屋研二（十三代目幸平一家責任者新所沢責任者）
- 慶事委員長 - 山田龍美
- 運営委員長 - 田中健太
- 審議委員長 - 岡晢心
- 幹事長補佐 - 藤本喜朗（二代目英心組組長）香川県坂出市
- 幹事長補佐 - 宮本敏之（藤新総業組長）東京都新宿区
- 幹事長補佐 - 黒須幹夫
- 幹事長補佐 - 篠田利一
- 幹事長補佐 - 西藤弘
- 幹事長補佐 - 林田大輔（十三代目幸平一家総長室）
- 会長付 - 平山正憲
- 相談役 - 皆川勇
- 相談役 - 清水尊光
- 相談役 - 山本進
- 参与 - 宮下一夫
- 参与 - 安藤茂信
- 参与 - 山竹正久
- 幹部 - 山口祐史
- 幹部 - 藤本隆志
- 幹部 - 宮下利一
- 幹部 - 橋本秀樹
- 幹部 - 阪本勝弘（十三代目幸平一家総長室）
- 幹部 - 井上勝仁
- 幹部 - 高山智
- 幹部 - 大作孝房
- 幹部 - 伊藤秋則
- 幹部 - 米田昭義
- 幹部 - 楠田雅
- 幹部 - 伊達織夫

## スカウト狩り
- 2020年6月、加藤連合会の2つの傘下組織である賢総業・聡仁組がメンツをつぶされたと怒り、大手スカウトグループのナチュラル (スカウトグループ)に対して加藤連合会系組員は100人前後を動員してスカウト狩りを始め、警視庁は2020年10月28日に傷害や暴力行為等処罰法違反容疑にて賢総業幹部ら2人と聡仁組の2人などを逮捕[1]。スカウト側も3人逮捕された。